# Oxfordshire
L'Oxfordshire (pronuncia [ˈɒksfərdʃər] o [ˈɒksfərdʃɪər], abbreviato Oxon dalla forma latinizzata di Oxford, Oxonia) è una contea dell'Inghilterra meridionale.

## Geografia fisica
La contea di Oxfordshire confina a nord con le contee di Warwickshire e Northamptonshire, ad est con il Buckinghamshire e il Berkshire, a sud con il Berkshire ed il Wiltshire ad ovest con il Wiltshire e il Gloucestershire.
Il territorio è prevalentemente pianeggiante, solcato dal fiume Tamigi e dai suoi affluenti (Cherwell, Evenlode, Windrush, Ock, Thame). Nella parte occidentale è interessato dalle propaggini occidentali delle colline Cotswolds. A sud-ovest al confine con il Wiltshire e il Berkshire si elevano le colline Berkshire Downs, che con i 261 metri di altezza della Whitehorse Hill raggiungono la massima elevazione dell'Oxfordshire. Infine a sud-est si elevano le colline Chilterns.
Il centro principale è il capoluogo di contea di Oxford, storica città universitaria, posta al centro della contea sulle rive del fiume Tamigi. Centri minori sono Bicester, Banbury e Chipping Norton a nord di Oxford; Witney a ovest; Thame e Chinnor a est; Abingdon, Wantage, Didcot, Wallingford e Henley-on-Thames a sud.

### Suddivisioni
La contea è divisa in cinque distretti: Oxford, Cherwell, Vale of the White Horse, West Oxfordshire e South Oxfordshire.
|  | 1. Oxford 2. Cherwell 3. South Oxfordshire 4. Vale of White Horse 5. West Oxfordshire |

## Monumenti e luoghi d'interesse
- Blenheim Palace, patrimonio dell'umanità (UNESCO)
- Didcot Railway Centre, Museo della Great Western Railway
- Greys Court, casa in stile Tudor nelle Chiltern Hills.
- Kelmscott Manor, casa di William Morris
- Oxford
- Tamigi
- Rousham House e giardini, storica residenza in stile giacobita.
- Uffington White Horse, forte preistorico e sulla collina un'enorme incisione in gesso raffigurante un cavallo, dell'età del bronzo.
- Waddesdon Manor, palazzo in stile di un castello francese con una ricca collezione d'arte.
- Wayland's Smithy, monumento funebre del neolitico.

## Natura e paesaggi
L'Oxfordshire offre una varietà di paesaggi naturali, dai colli ondulati delle Chiltern Hills, ideali per escursioni e osservazione della fauna selvatica, ai villaggi pittoreschi delle Cotswolds, famosi per la loro bellezza rurale e l'architettura in pietra. Tra le attrazioni principali si trova l'Uffington White Horse, un'antica figura scavata nel terreno che risale all'età del ferro, simbolo storico del paesaggio locale. Questi luoghi rappresentano una fusione di natura, storia e cultura.